# 胡安·卡洛斯·萨瓦拉
胡安·卡洛斯·萨瓦拉（西班牙語：Juan Carlos Zabala，1911年10月11日—1983年1月24日），阿根廷男子长跑运动员。他曾获得1932年夏季奥运会男子马拉松比赛金牌，他也曾在1936年夏季奥运会中担任阿根廷代表团的开幕式旗手。